# Epifânia (mãe de Heráclio)
Epifânia (em latim: Epiphania) foi uma nobre bizantina do século VI. Era esposa do comandante militar de origem armênia Heráclio, o Velho e mãe do futuro imperador Heráclio (r. 610–641). O filho do casal nasceu em 575, quando estavam na Capadócia. Em 610, no contexto da revolta de seu marido e filho contra o usurpador Focas (r. 602–610), esteve em Constantinopla, onde foi presa pelo monarca no Mosteiro do Novo Arrependimento até sua derrocada.